# IV район (Прондник-Бялы)

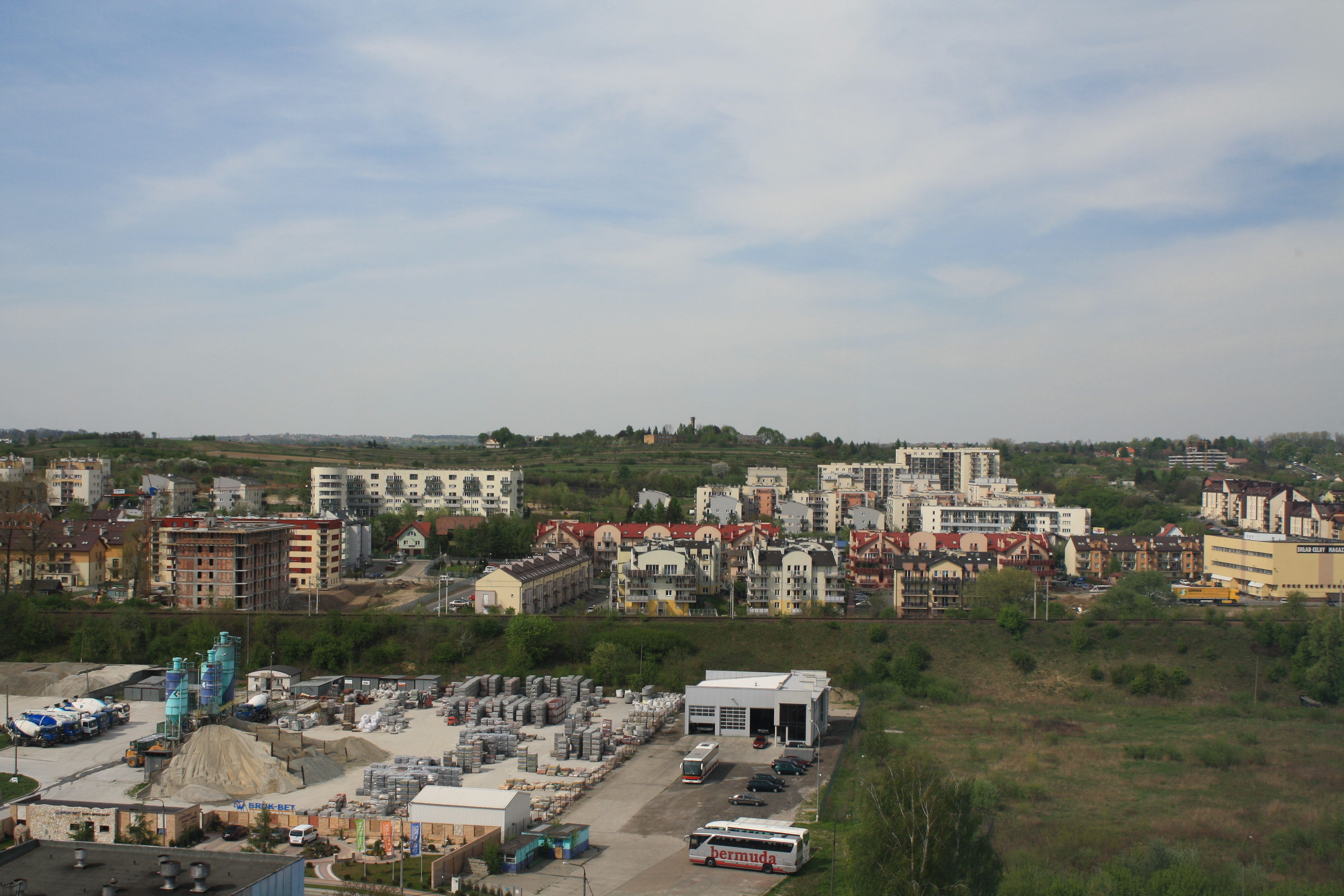
Гурка-Народова — одно из оседле Дзельницы IV Прондник-Бялы

Дзельни́ца IV Про́ндник-Бя́лы (пол. Dzielnica IV Prądnik Biały) — дзельница, административно-территориальная и вспомогательная единица Краковской городской гмины, один из 18 административных районов Кракова. Администрация дзельницы располагается по адресу ul. Białoprądnicka 3. В настоящее время Председателем дзельницы является Якуб Косек.

## География
Дзельница IV Прондник-Бялы граничит на юго-западе с Дзельницей V Кроводжа, на западе с Дзельницей VI Броновице, на востоке с Дзельницей III Прондник-Червоны.
Площадь дзельницы составляет 2370,55 гектаров. В состав дзельницы входят оседле Азоры, Броновице-Вельке, Гурка-Народова, Гурка-Народова Всхуд, Гурка-Народова Захуд, Кроводжа-Гурка, Витковице-Нове, Прондник-Бялы, Тоне, Витковице и Жабинец.

## История
На территории современной дзельницы в средние века находились несколько сёл, среди которых самым большим по численности населения было село Прондник-Бялы, которое было расположено на берегу реки Прондник, от которой село получило своё наименование. Первое упоминание о Пронднике-Бялом относится к 1123 году, когда оно упоминается как Прутнице. В 1220 году краковский епископ Иво Ондровонж основал в селе первую в истории Кракова больницу, которая находилась в ведении монахов из конгрегации каноников Святого Духа. С 70-х годов XV века село стало называться в латинизированной форме как Магна-Прандник. В XVI веке село приобрело польское наименование Прондник-Вельки.
В 1496 году в селе была построена типография. В 1913 году на современной улице Прондницкой,15 был построен комплекс городских очистительных сооружений. В 30-е годы XX столетия в Пронднике-Бялом был построен монастырь Святейшей Души Иисуса Христа.
Дзельница была учреждена 27 марта 1991 года решением решением № XXI/143/91 городского совета Кракова. Современные границы дзельницы были утверждены решением городского совета № XVI/192/95 от 19 апреля 1995 года.

## Население
Численность населения дзельницы составляет 68 385.

## Достопримечательности

### Памятники культуры
Памятники культуры Малопольского воеводства:
| Изображение | Русское название                | Польское название             | Местоположение                    |
| ----------- | ------------------------------- | ----------------------------- | --------------------------------- |
|             | Красный мост                    | Czerwony Most                 | Объект бывшей Краковской крепости |
|             | Танковый форт главный 44 «Тоне» | Fort pancerny główny 44 Tonie | Объект бывшей Краковской крепости |

### Другие достопримечательности
- Церковь святого Карла Боромея;
- Броновицкое кладбище;
- Бялопрондницкое кладбище.